# Žena u meni (film)
Žena u meni (njem. Zur Sache, Macho!) austrijsko-njemački je film iz 2013. godine s Maximilianom von Pufendorfom i Mirjam Weichselbraun u glavnim ulogama.

## Radnja
Georg Sommer (Maximilian von Pufendorf) za sebe smatra da je pravi muškarac. Ima dobar posao, brz automobil i, najbolje od svega, žene ga jednostavno obožavaju. Međutim, njegov savršeni život narušit će Wally, tajanstvena žena koja tvrdi da je dio Georga njegova ženstvenija i emotivnija polovica.

## Uloge
- Maximilian von Pufendorf kao Georg Sommer/Waltraud Winter
- Mirjam Weichselbraun kao Lisa Rammser
- Matthias Buss kao Micha Sommer
- Tino Mewes kao Daniel Spatz
- Wolfgang Böck kao Rudi Bauer
- Hilde Dalik kao Magda Rammser
- Patricia Hirschbichler kao Else Weigert
- Andrea Eckert kao Katie Asbach
- Tim Breyvogel kao Schneider
- Stefano Bernardin kao Julius
- Elena Uhlig kao Tiffy

## Vanjske poveznice
- Žena u meni u internetskoj bazi filmova IMDb-a